# John Brown's Body
La canzone John Brown's Body fu composta negli Stati Uniti nel 1861 e celebra l'abolizionista John Brown. La canzone, basata su una marcia militare, divenne popolare nelle file dell'Unione durante la guerra di secessione americana.
Il testo originale, giudicato già all'epoca "dal gusto ruvido, probabilmente irriverente", portò alla composizione di altri testi da adattare alla musica; il più noto esempio è The Battle Hymn of the Republic, con parole di Julia Ward Howe.

## Testo
I versi come pubblicati nel 1861 sono:
John Brown's body lies a-mouldering in the grave,

John Brown's body lies a-mouldering in the grave,

His soul goes marching on.

Glory Hally Hallelujah!

Glory Hally Hallelujah!

Glory Hally Hallelujah!»
(Il corpo di John Brown giace imputridito nella tomba,
Il corpo di John Brown giace imputridito nella tomba,
Il corpo di John Brown giace imputridito nella tomba,
La sua anima continua a marciare.
Gloria, alle- alleluja!
Gloria, alle- alleluja!
Gloria, alle- alleluja!)

## Cover
La canzone venne incisa con un testo in italiano di Gino Negri da Milva nel suo album del 1965 Canti della libertà; l'anno successivo Bobby Solo la incise in lingua originale nell'LP Canzoni e storie del west. Sempre nel 1966 i Los Marcellos Ferial la incisero in italiano nel 45 giri John Brown/Cavalca cowboy, con un testo diverso da quello di Gino Negri, scritto da Marcello Minerbi e Tullio Romano.